# Игре глади (роман)
Игре глади (енгл. The Hunger Games) је дистопијски роман за младе из 2008. године, америчке књижевнице Сузан Колинс. Радња је испричана из перспективе шеснаестогодишње Кетнис Евердин, која живи у футуристичкој, постапокалиптичној нацији Панем на простору Северне Америке. Капитол, високо развијена метропола, спроводи политичку контролу над остатком нације. „Игре глади” су годишњи догађај у којем се по један дечак и једна девојчица старости од 12 до 18 година из сваког од дванаест дистрикта око Капитола бирају путем лутрије за учешће у телевизијској борби на смрт.
Роман је добио признање критичара и других писаца. Хваљен је због радње и развоја ликова. У писању Игара глади, Колинсова је црпела инспирацију из грчке митологије, римских гладијаторских игара и савремене ријалити телевизије. Роман је освојио бројне награде, укључујући медаљу Млади читалац Калифорније, и проглашен је за једну од најбољих књига године од стране часописа Publishers Weekly 2008. године.
Игре глади су први пут објављене у тврдом повезу 14. септембра 2008. године, у издању издавачке куће Scholastic, са корицама које је дизајнирао Тим О’Брајан. Од тада је реиздавана и у меком повезу, као аудио-књига и електронска књига. Након почетног тиража од 200.000 примерака, до фебруара 2010. године продато је 800.000 копија. Од издавања, роман је преведен на 26 језика, а права на издавање продата су у 38 земаља.
Роман је први у трилогији Игре глади, а прате га Лов на ватру (2009) и Сјај слободе (2010). Филмска адаптација, у режији Герија Роса, за коју је Колинсова била коаутор сценарија и копродуцент, премијерно је приказана 2012. године.
Године 2020. трилогија је добила први преднаставак, Балада о птици певачици и змији, док је 2025. изашао други преднаставак под насловом Освит дана жетве.

## Позадина
Сузан Колинс је изјавила да је инспирацију за Игре глади добила док је мењала ТВ канале. На једном каналу је видела људе који се такмиче у ријалити шоу програму, док је на другом гледала снимке инвазије на Ирак. Та два приказа су „почела да се мешају на веома узнемирујући начин”, и тако је настала идеја за књигу. Грчки мит о Тезеју је био једна од главних основа за причу, а Колинсова је описала Кетнис као футуристичког Тезеја, док су римске гладијаторске игре послужиле као оквир за радњу. Осећај губитка, који је Колинсова развила због очеве службе у Вијетнамском рату, такође је утицао на причу. Кетнис је изгубила оца са 11 година, пет година пре почетка радње. Колинсова је навела да су смрти младих ликова и други „мрачни делови” били најтежи за писање, али је прихватила да су такви делови неопходни за причу. С друге стране, сцене у којима се Кетнис присећа срећнијих тренутака из прошлости сматрала је пријатнијим за писање.

## Радња
У нацији Панем, која је настала на остацима Северне Америке након апокалиптичног догађаја, богати Капитол експлоатише дванаест околних дистриката ради њихових природних ресурса и радне снаге. Као казну за неуспелу побуну против Капитола у прошлости, која је резултирала уништењем Дистрикта 13, један дечак и једна девојчица узраста од 12 до 18 година из сваког од преосталих дистриката бирају се путем годишње лутрије за учешће у „Играма глади”. У овом такмичењу, учесници названи „трибути”, морају да се боре на смрт у посебној арени док не остане само један победник.
Шеснаестогодишња Кетнис Евердин из Дистрикта 12, округа богатог угљем, добровољно се пријављује за 74. Игре глади уместо своје дванаестогодишње сестре Примроуз. Мушки трибут је Пита Меларк, бивши школски друг Кетнис, који јој је једном дао хлеб из породичне пекаре када је њена породица гладовала. Током дана који претходе Играма у Капитолу, они добијају савете од свог пијаног ментора Хејмича Абернатија, јединог живог победника Игара из Дистрикта 12; пратиље Ефи Тринкет; и различитих стилиста, како би побољшали свој јавни имиџ и привукли потенцијалне спонзоре. Кетнисин стилиста, Сина, дизајнира костиме за Кетнис и Питу који их издвајају из масе. Током процене од стране Твораца игара, Кетнис добија највишу оцену међу учесницима. Међутим, Ру, мала девојчица из Дистрикта 11, прати Кетнис и Питу током тренинга. У интервјуу пре Игара, Пита открива своју дугогодишњу, неузвраћену љубав према Кетнис. Шокирана, Кетнис верује да је то трик за привлачење спонзора, али касније схвата његову искреност. Хејмич промовише њихов имиџ „уклетих љубавника”.
Игре почињу, а скоро половина учесника је убијена одмах на почетку током борбе око оружја и залиха у центру арене, познатог као Рог изобиља. Кетнис игнорише Хејмичев савет да одмах побегне и замало губи живот, али користи своје ловачке вештине да се сакрије у шуми. Неколико дана касније, вештачки изазван пожар приморава Кетнис да се приближи осталима. Угледају је и почну је јурити „каријеристи”, учесници из дистриката 1, 2 и 4, који од детињства тренирају за Игре, заједно са Питом, који изгледа да се удружио са њима. Ру, скривена у оближњем дрвету, упозорава Кетнис на осињак „оса трагачица”. Кетнис га обара, ослобађајући осе које су генетски модификоване да нападну и убију оне који их узнемире. Њихов отров убија двоје каријериста и растерује остале, али и Кетнис је уједена и почиње да халуцинира. Пита се враћа, али уместо да је убије, каже јој да побегне. Кетнис касније склапа савез са Ру, која касније бива смртно рањена. Кетнис убија њеног нападача и украшава Руино тело цвећем у знак пркоса Капитолу. Њен гест инспирише Дистрикт 11, који јој шаље хлеб као знак захвалности.
Објављује се ново правило које дозвољава победу двоје учесника ако су из истог дистрикта. Кетнис проналази Питу, тешко повређеног, и брине се о њему. Она се претвара да је заљубљена у њега како би добила дарове од спонзора. Када творци Игара пошаљу у арену оно што је сваком такмичару најпотребније, Кетнис ризикује живот како би набавила лек за Питу. Пресреће је каријеристкиња Клоув, која је провоцира у вези Руине смрти и покушава да је убије, али њу убија Треш, мушки трибуте из Дистрикта 11, који поштеђује Кетнис због Ру. Лек спашава Питин живот и њих двоје проводе време у лову и прикупљању хране.
Треша касније убија Катон, а још један трибут, под надимком Препредена, умире након што поједе отровне бобице. У арену су затим пуштени генетски модификовани вукови, који убијају Катона. Игре кулминирају када су Кетнис и Пита последњи преживели, али им Капитол одузима заједничку победу како би их приморао да се боре једно против другог. У знак пркоса, они планирају заједничко самоубиство отровним бобицама, што приморава Творце игара да их прогласе за победнике. Иако обоје примају херојску добродошлицу као пар, Хејмич упозорава Кетнис да Капитол може предузети акцију против ње због њеног пркоса. По повратку у Дистрикт 12, Пита сазнаје да су Кетнисини поступци делом били стратегија, што га повређује. Кетнис остаје несигурна у своја осећања и будућност.

## Ликови
- Кетнис Евердин је храбра, сналажљива и емпатична шеснаестогодишња девојка из Дистрикта 12. Има потребу да заштити оне које воли, посебно своју млађу сестру Прим. Бори се за преживљавање и опстанак, и постаје симбола отпора против Капитола. Њен унутрашњи конфликт огледа се у оклевању да се препусти осећањима према Пити, јер сматра да би љубав могла да је учини рањивом. Кетнис је симбол побуне, али и хуманости у немилосрдном свету.
- Пита Меларк је нежан младић, са емпатијом и харизмом. Он је потпуна супротност Кетнис, јер се више ослања на стратегију и речитост него на силу. Његова искрена заљубљеност у Кетнис је кључни аспект његовог карактера у књизи. Унутрашњи конфликт лежи у његовој борби да остане веран својим моралним вредностима, чак и када му је живот у питању. Пита симболизује наду и веру у људску доброту, чак и у најсуровијим околностима.
- Гејл Хоторн је храбар и одлучан Кетнисин пријатељ. Пун је горчине и гнева према Капитолу. Његов однос са Кетнис изграђен је на пријатељству и заједничком преживљавању суморне свакодневнице у Дистрикту 12. Мржња према Капитолу понекад замагљује његову етику, што постаје све израженије како прича напредује. Гејл симболизује бес и револуционарни дух, али и опасност радикализма.
- Примроуз Евердин је нежна, емпатична дванаестогодишња сестра Кeтнис. Представља симбол невиних живота које Капитол уништава већ годинама. Иако није физички јака, њена снага лежи у доброти и другим вештинама. Она је разлог зашто се Кетнис добровољно пријављује за Игре глади. Прим је срж Кетнисиној мотивацији и симболизује невиност коју Кетнис настоји да заштити у суровом свету.
- Хејмич Абернати је циничан, саркастичан и алкохоличар, али испод грубе спољашњости крије дубоку тугу и осећај одговорности према својим штићеницима. Његов унутрашњи конфликт произлази из траума које је претрпео у претходним Играма и кривице због немогућности да заштити победнике из свог дистрикта. Хејмич симболизује последице Капитолове суровости и систематског уништавања људске психе.
- Ефи Тринкет је наивна, опседнута правилима и стандардима Капитола, али кроз књиге показује назнаке емпатије према Кетнис и Пити. Иако на почетку делује као карикатура Капитола, Ефи постепено открива да поседује саосећање и способност промене. Она представља спољашњи сјај и површност Капитола, али и могућност индивидуалног развоја унутар репресивног система.
- Председник Сноу је манипулативан, хладан и немилосрдан. Његова главна особина је контрола кроз страх и насиље. Он симболизује тиранију, репресију и моћ која се одржава на рачун уништавања других.

## Теме
У интервјуу са Колинсовом, наводи се да роман „разматра питања као што су екстремно сиромаштво, глад, угњетавање и последице рата, између осталог”. Роман се бави борбом за самоочување с којом се суочавају становници Панема у својим дистриктима и у оквиру Игара глади у којима морају да учествују. Глад грађана и њихова потреба за ресурсима, како у арени тако и ван ње, стварају атмосферу беспомоћности коју главни ликови настоје да превазиђу у борби за опстанак. Кетнис мора да лови како би обезбедила храну за своју породицу, што доводи до развоја вештина корисних у Играма (попут њене вештине с луком и стрелом) и представља њено одбијање да се повинује правилима Капитола у ситуацијама које угрожавају живот. Говорећи о паралелама између Игара и популарне културе, Дарен Франич из часописа Entertainment Weekly пише да је књига „прецизна сатира ријалити телевизијских емисија” и да лик Сине „готово делује као учесник у фашистичкој верзији емисије Project Runway, користећи Кетнисине костиме као средство за изражавање потенцијално опасних идеја”.
Избори које ликови доносе и стратегије које примењују често су сложени у моралном погледу. Трибутима је важно да креирају личност коју желе да публика види током Игара. Часопис Voice of Youth Advocates као главне теме Игара глади наводи „контролу владе, 'великог брата' и личну независност”. Издавач Scholastic указује да трилогија истражује тему моћи и пропадања, сличну оној у Шекспировом Јулију Цезару. Лора Милер из New Yorker-а сматра да је ауторкина премиса Игара – као пропагандне вежбе и „понижавајуће, али и мучне казне” за неуспели устанак против Капитола – неуверљива. „Не деморалишете и не дехуманизујете народ претварајући га у славне личности и учећи га како да креира привлачну персону за масовну публику”. Међутим, прича функционише много боље ако је тема варљивост средњошколског друштвеног искуства. Милерова пише:
| „ | Правила су произвољна, несхватљива и подложна изненадним променама. Брутална друштвена хијерархија доминира, где богати, лепи и атлетски надмоћни владају свима осталима. Да бисте преживели, морате бити потпуно лажни. Одрасли не схватају колико су улози високи; цео ваш живот може бити уништен, а они мисле да је то само нека „фаза”! Свако вас увек посматра, процењује вашу одећу или пријатеље и опседнут је тиме да ли имате секс, узимате дрогу или имате добре оцене, али нико не мари за то ко сте заправо или како се осећате. | ” |

Доналд Брејк из новина The Washington Times и пастор Енди Ленгфорд истичу да прича садржи хришћанске теме, као што је саможртвовање, које се види у Кетнисином пристанку да замени своју млађу сестру, аналогно жртви Исуса као заменику за откуп грехова. Брејк и критичарка Ејми Симпсон такође сматрају да се прича врти око теме наде, која је оличена у „непоквареној доброти Кетнисине сестре Примроуз”. Симпсонова истиче и догађаје сличне Страдању Христовом; у Играма, „Христолики лик” Пита Меларк бива избоден након што је упозорио Кетнис да побегне, а затим бива закопан у земљу и смештен у пећину на три дана пре него што се појави с новом вољом за животом. Даље, она проналази да је хришћански симбол „Хлеба живота” коришћен кроз целу причу; у роману, Пита даје Кетнис хлеб, спасавајући њу и њену породицу од глади.

## Историја објављивања
Након што је написала роман, Колинсова је потписала шестоцифрени уговор за три књиге са издавачком кућом Scholastic. Игре глади су први пут објављене у тврдом повезу у Сједињеним Америчким Државама 14. септембра 2008. године, са првим тиражом од 50.000 примерака, који је два пута повећан на 200.000 примерака. До фебруара 2010. године, продато је 800.000 примерака, а права на роман су продата у 38 територија широм света. Неколико месеци касније, у јулу исте године, књига је објављена у меком повезу. Књигу је у Србији објавила издавачка кућа Алнари 2009. године, у преводу Маје Костадиновић.
Игре глади су ушле на листу бестселера The New York Times-а у новембру 2008. године, где су се провеле више од 100 узастопних недеља. До тренутка објављивања филмске адаптације Игаре глади у марту 2012. године, књига је била на листи најпродаванијих књига USA Today-а 135 узастопних недеља и продата је у преко 17,5 милиона примерака.
Роман је први у трилогији Игре глади; прате га наставци Лов на ватру (2009) и Сјај слободе (2010). У марту 2012. године, током објављивања филма Игре глади, Scholastic је саопштио да је у штампи 26 милиона књига из трилогије Игре глади, укључујући и књиге повезане са филмом. Књиге из трилогије Игре глади веома су успешне и у електронском формату. Сузан Колинс је први аутор за децу и младе који је продао преко милион е-књига на Amazon Kindle-у, што ју је сврстало као шестог аутора који се придружио Kindle-овом клубу милион. У марту 2012. године, Amazon је објавио да је Колинсова постала најпродаванији аутор Kindle е-књига свих времена.
Аудио-књига Игара глади објављена је у децембру 2008. године. Прочитала ју је глумица Керолин Мекормик, а укупно траје једанаест сати и четрнаест минута. Часопис AudioFile је изјавио: „Керолин Мекормик пружа детаљно и пажљиво приповедање. Ипак, можда се превише ослања на снагу прозе без додавања драме коју млади слушаоци често воле”. Часопис School Library Journal је такође похвалила аудио-књигу, наводећи да „Мекормикова вешто изражава акционе сцене, а свако Кетнисино страховање и снага блистају, заједно са њеном осуђеном растућом наклоношћу према једном од других трибута”.
Насловница коју је дизајнирао Тим О’Брајен приказује златну „креју ругалицу” − измишљену врсту птице у Играма глади, насталу укрштањем женке дрозда и генетски модификованих мужјака „брбљивих креја” − са стрелом урезаном у круг. Ово је приказ броша који Кетнис носи у арену, а који јој је дала Меџ Андерси, ћерка градоначелника из Дистрикта 12. Слика одговара опису броша датом у роману, с изузетком стреле: „Као да је неко направио малу, златну птицу и прикачио прстен око ње. Птица је повезана са прстеном само врховима крила.”

## Пријем
Роман Игре глади је добио изузетно позитивне рецензије критичара. На сајту The Omnivore, британском агрегатору рецензија, књига је добила „омнискор” 4,5 од 5.
У рецензији за The New York Times, Џон Грин је написао да је роман „бриљантно осмишљен и савршено темпиран” и да „значајна снага романа лежи у уверљиво детаљној изградњи света и његовој незаборавно комплексној и фасцинантној хероини”. Међутим, приметио је и да, иако алегоријски богат, роман понекад не остварује сав алегоријски потенцијал који заплет нуди и да писање „описује акцију и мало шта друго”. Часопис Time је такође похвалио роман, описујући га као „језиву, крваву и потпуно застрашујућу књигу”, хвалећи „хипнотички” квалитет насиља.
У рецензији за Entertainment Weekly, Стивен Кинг је роман упоредио са „видео-играма где пуцате у све што се креће у фоајеу локалног мултиплекса; знате да није стварно, али настављате да убацујете новчиће”. Ипак, истакао је „показатеље лењости ауторке које ће деца лакше прихватити него одрасли” и навео да је љубавни троугао стандард за овај жанр. Дао је роману оцену Б.
Елизабет Бирд из часописа School Library Journal похвалила је роман, рекавши да је „узбудљив, дирљив, промишљен и на моменте задивљујући”, назвавши га једном од најбољих књига 2008. године. Booklist је такође дао позитивну рецензију, хвалећи насилне и романтичне елементе у књизи. Kirkus Reviews је похвалио акцију и изградњу света, али је указао на „слабо уређивање у првом издању, што ће одвлачити пажњу пажљивих читалаца; права штета”.
Рик Риордан, аутор серијала Перси Џексон и богови Олимпа, изјавио је да је ово „најближе савршеном авантуристичком роману” који је икада читао. Стефени Мајер, ауторка серијала Сумрак, подржала је књигу на свом веб-сајту, написавши: „Била сам опседнута овом књигом... Игре глади су невероватне”.
Игре глади су добиле бројне награде и признања. Проглашене су једном од „Најбољих књига године” по избору часописа Publishers Weekly 2008. године и „Значајном дечјом књигом 2008.” по избору The New York Times-а. Роман је освојио награду Златна патка 2009. у категорији књига за младе. Књига је такође освојила награду Сибил за жанр фантастике и научне фантастике 2008. године, а School Library Journal ју је прогласио једном од најбољих књига године. Године 2011, роман је освојио Медаљу младих читалаца Калифорније.
Роман је један од 5 најпродаванијих Kindle-ових књига свих времена. Ипак, роман је био и предмет контроверзи међу родитељима, налазећи се на петом месту листе Америчког библиотекарског удружења најчешће оспораваних књига за 2010. годину, а као разлози су наведени „неприкладност за одређене узрасте” и „насиље”.
Сличности између романа Игре глади и романа Борба до последњег Кошуна Такамија из 1999. године често су истицане. Колинсова је изјавила да „никада није чула за ту књигу или тог аутора све док њен роман није предат. Тада је то поменуто, а она је питала свог уредника да ли би требало да га прочита. Он је рекао: 'Не, не желим тај свет у твојој глави. Само настави с оним што радиш.'”
Сузан Доминус из The New York Times-а извештава да су „паралеле довољно уочљиве да је Колинсова књига на блогосфери брутално критикована као безобразно копирање” Борбе до последњег, али је истакла да „постоји довољно могућих извора за заплет, тако да је двоје аутора можда независно дошло до истог основног концепта”. Стивен Кинг је напоменуо да су „забрањене зоне” ријалити телевизије сличне књизи Борба до последњег, као и његови сопствени романи Тркач и The Long Walk. Прича је такође упоређивана са италијанским култним филмом из 1965. године Десета жртва Елија Петрија, који се заснива на краткој причи Седма жртва Роберта Шеклија из 1953. године.

## Наставци

### Лов на ватру
Лов на ватру је други део серијала Игре глади и наставља причу о сада седамнаестогодишњој Кетнис Евредин и постапокалиптичном свету Панема. После догађаја из првог дела, у Панему почиње побуна против тираније Капитола, а Кетнис и њен сапутник Пита Меларк приморани су да се поново нађу у арени у посебном издању Игара глади.
Књига је први пут објављена 1. септембра 2009. године у издању Scholastic-а у тврдом повезу, а касније је објављено издање и у електронском и аудио формату. Лов на ватру је углавном добио позитивне критике, са похвалама за ауторкин стил, развој лика Кетнис и завршетак романа. Критичари су истакли да главне теме романа обухватају преживљавање, ауторитаризам, побуну, као и однос независности и међусобне зависности. Продато је више од 19 милиона примерака само у САД, а филмска адаптација, Игре глади: Лов на ватру, биоскопски је објављена 22. новембра 2013. године.

### Сјај слободе
Сјај слободе је трећи и последњи део трилогије Игре глади. Књига заокружује причу о Кетнис Евредин која пристаје да уједини округе Панема у побуни против тиранског Капитола.
Штампана и аудио издања књиге објављена су 24. августа 2010. године, шест дана након што је електронско издање постало доступно. Књига је за прву недељу продала 450.000 примерака, надмашивши очекивања издавача. Добила је одличне критике и велико признање. Књига је адаптирана у филм у два дела, с првим делом биоскопски објављеним 21. новембра 2014. године, и другим делом који је изашао 20. новембра 2015. године.

### Балада о птици певачици и змији
Балада о птици певачици и змији је први спиноф и преднаставак оригиналне трилогије. Радња се дешава деценијама пре догађаја у оригиналним књигама, а прати младог Кориолана Сноуа, будућег диктатора Панема, који је у својим раним годинама укључен у експериментални циклус Игара глади. Књига истражује теме моћи, изборних дилема и моралних конфликата, представљајући како један човек може постати симбол режима који ће постати познат по свом окрутном владању. У овом роману, Сноу се налази у лику ментора једне од такмичарки из Дистрикта 12, а како се развија његов однос са њом, тако долази до бројних моралних и етичких разматрања. Ова књига дубље истражује ране године Сноуа, његове мотиве и историју Панема, дајући читаоцима нову перспективу на свет који су упознали у оригиналном серијалу.
Балада о птици певачици и змији објављена је 19. маја 2020. у издању Scholastic-а, са аудио-књигом романа, коју је прочитао амерички глумац Сантино Фонтана. Књига је виртуелно лансирана због пандемије ковида 19. Филмска адаптација, Игре глади: Балада о птици певачици и змији, објављена је 17. новембра 2023.

### Освит дана жетве
Освит дана жетве је други спиноф и преднаставак оригиналне трилогије. Роман је објављен 18. марта 2025. године и прати причу 24 године пре догађаја из прве књиге серијала. Радња се фокусира младог Хејмича Абернатија, који бива увучен у сурови свет Игара глади након што га Капитол именује као замену за трибута који је покушао да побегне. Током Игара, Хејмич склапа савезе, али и губи многе блиске особе. Уз помоћ тајне завере за саботажу арене, он успева да створи хаос, али по цену живота својих савезника. Иако преживљава Игре, његова победа није славље, већ трагедија, по повратку кући затиче свој дом уништен и губи најближе.
Након тријумфа, Хејмич се суочава с контролом Капитола, који брише трагове побуне. Губитак вољених особа гура га у изолацију, али уз подршку Плутарха касније налази снагу да настави борбу. Хејмичево искуство у Играма глади обликује га у човека сломљеног губицима, али пркосног према Капитолу. Иако се повлачи у алкохолизам и самоћу, у њему и даље тиња дух отпора. На крају, проналази утеху у сећању на вољене и у малим тренуцима мира, али остаје симбол борбе против тираније.
Најављено је да ће филмска адаптација књиге бити објављена 20. новембра 2026.

## Филмска адаптација
У марту 2009. године, студио Lionsgate склопио је уговор о ко-продукцији филма Игре глади са продукцијском компанијом Нине Џејкобсон, Color Force, која је неколико недеља раније стекла права за светску дистрибуцију романа. Студио, који није имао профит већ пет година, распродао је имовину и узимао буџете других продукција како би осигурао буџет од 88 милиона долара, један од највећих у њиховој историји за овај филм. Агент Сузане Колинс, Џејсон Дравис, приметио је да су „они [Lionsgate] су натерали свакога, осим њиховог возача, да нас позову”, како би обезбедили права на ову франшизу. Било је планирано да филм има PG-13 рејтинг, као и да сама Колинсова адаптира роман за филм, у сарадњи са сценаристом Билијем Рејем и редитељем Геријем Росом. Сценарио остаје изузетно веран оригиналном роману, а Рос је изјавио да је „осећао да је једини начин да филм буде заиста успешан да буде потпуно субјективан” у представљању догађаја, одражавајући Колинсину употребу презента првог лица у роману.
Двадесетогодишња глумица Џенифер Лоренс изабрана је да игра Кетнис Евердин. Иако је Лоренсова била четири године старија од свог лика када је снимање почело, Колинсова је сматрала да улога захтева „одређену зрелост и снагу” и рекла да би више волела да глумица буде старија него млађа. Додала је да је Лоренсова била „једина која је истински ухватила лик који сам написала у књизи” и да је имала „све основне квалитете потребне да игра Кетнис”. Лоренсовој, која је била обожаватељка књига, требало је три дана да прихвати улогу, пошто је испрва била застрашена величином продукције.
Џош Хачерсон и Лијам Хемсворт касније су добили улоге Пите и Гејла, респективно. Продукција је почела крајем пролећа 2011. године, а филм је објављен 23. марта 2012. године. Током првог викенда, филм је зарадио 152,5 милиона долара у Северној Америци, постављајући рекорд за филмове који нису наставци. Наставак, Игре глади: Лов на ватру, заснован на другом роману серије, објављен је следеће године, 22. новембра 2013. године. Трећи роман из серије, Сјај слободе, касније је адаптиран у два филма, са првим делом који је објављен 21. новембра 2014. године, и другим делом који је изашао 20. новембра 2015. године.